# Ömer Aşık
Ömer Faruk Aşık (Bursa, 4 de julho de 1986) é um basquetebolista profissional turco, atualmente joga no Chicago Bulls da NBA.

## Estatísticas na NBA

### Temporada Regular
| Ano      | Equipe          | PJ  | PT  | MPJ  | AP   | 3P   | LL   | RT   | AS  | BR  | TO  | PPJ  |
| -------- | --------------- | --- | --- | ---- | ---- | ---- | ---- | ---- | --- | --- | --- | ---- |
| 2010-11  | Chicago Bulls   | 82  | 0   | 12.1 | .553 | .000 | .503 | 3.7  | 0.4 | 0.2 | 0.7 | 2.8  |
| 2011-12  | Chicago Bulls   | 66  | 2   | 14.7 | .506 | .000 | .456 | 5.3  | 0.5 | 0.5 | 1.0 | 3.1  |
| 2012-13  | Houston Rockets | 82  | 82  | 30,0 | .541 | .000 | .562 | 11.7 | 0.9 | 0.6 | 1.1 | 10.1 |
| 2013-14  | Houston Rockets | 49  | 19  | 20.2 | .532 | .000 | .619 | 7.9  | 0.5 | 0.3 | 0.8 | 5.8  |
| Carreira |                 | 278 | 103 | 19.4 | .536 | .000 | .544 | 7.2  | 0.6 | 0.3 | 0.9 | 5.6  |

### Playoffs
| Ano      | Equipe          | PJ | PT | MPJ  | AP   | 3P   | LL    | RT   | AS  | BR  | TO  | PPJ  |
| -------- | --------------- | -- | -- | ---- | ---- | ---- | ----- | ---- | --- | --- | --- | ---- |
| 2010-11  | Chicago Bulls   | 15 | 0  | 9.9  | .462 | .000 | .300  | 2.1  | 0.1 | 0.1 | 0.5 | 1.0  |
| 2011-12  | Chicago Bulls   | 6  | 3  | 21.3 | .500 | .000 | .353  | 4.7  | 1.3 | 0.2 | 1.7 | 3.3  |
| 2012-13  | Houston Rockets | 6  | 6  | 34.7 | .564 | .000 | .638  | 11.2 | 0.5 | 0.5 | 1.7 | 12.3 |
| 2013-14  | Houston Rockets | 6  | 4  | 27.2 | .485 | .000 | 1.000 | 8.2  | 0.7 | 0.5 | 0.7 | 5.8  |
| Carreira |                 | 33 | 13 | 19.6 | .515 | .000 | .545  | 5.3  | 0.5 | 0.3 | 1.0 | 4.4  |